# 石川県道204号八田金沢線
石川県道204号八田金沢線（いしかわけんどう204ごう はったかなざわせん）は、石川県金沢市内にあった一般県道（石川県道）である。2009年（平成21年）7月31日付で廃止。
以下、廃止時点の内容を記す。

## 概要
起点は、金沢市北部八田町。起点より南に進む。福久東交差点で右折して国道8号と重複し、南西に進む。田中交差点で左折し、国道8号から分かれ、南下する。乙丸陸橋でJR北陸本線を渡り、浅野本町交差点で左折。石川県道159号金沢停車場北線と重複して東に進み、終点の鳴和交差点に至る。
田中交差点から浅野本町交差点の区間と、浅野本町交差点から南下して国道359号の東山交差点までを結ぶ金沢市道の区間は、金沢市中心部と北陸自動車道金沢東ICとを結ぶことから、「東インター大通り」と呼ばれている。

### 路線データ
- 起点：金沢市八田町（＝石川県道205号八田南森本線交点）
- 終点：金沢市鳴和1丁目（＝鳴和交差点・石川県道159号金沢停車場北線上、 国道359号交点）

## 歴史
- 1960年（昭和35年）10月15日 路線認定。当初のルートは福久交差点で右折し、石川県道201号蚊爪森本停車場線と重複して西へ進み、福久西交差点で左折し、県道201号と別れて南下。柳橋川を渡り、千木1丁目で再び国道8号と立体交差で接続、国道8号と重複して西へ進むルートだった。
- 2009年（平成21年）3月31日 福久交差点 - 福久西交差点 - 千木交差点 - 国道8号交点、および金沢東第2インター下を経て疋田町交差点、千木1丁目交差点に至る区間を除外。福久交差点から千木1丁目交差点間も国道8号と重複して認定。
- 2009年（平成21年）7月31日 路線廃止。この路線だった田中交差点 - 浅野本町交差点は石川県道200号向粟崎安江町線に引き継がれている。

## 路線状況

### 重複区間
- 国道8号（金沢市福久町・福久東交差点 - 同市田中町・田中交差点）
- 石川県道159号金沢停車場北線（金沢市浅野本町・浅野本町交差点 - 同市鳴和1丁目・鳴和交差点：終点）

## 地理

### 通過する自治体
- 石川県
  - 金沢市

### 交差する道路
- 石川県道205号八田南森本線（金沢市八田町：起点）
- 国道8号（金沢市福久町・福久東交差点）
- 国道8号、石川県道201号蚊爪森本停車場線（金沢市福久町・福久交差点）
- 国道8号（金沢市田中町・田中交差点）
- 石川県道159号金沢停車場北線（金沢市浅野本町・浅野本町交差点）
- 国道359号、石川県道159号金沢停車場北線（金沢市鳴和1丁目・鳴和交差点：終点）